# Georg Gottlob Balemann
Georg Gottlob Balemann, seit dem 2. Juli 1804 auf eigenen Antrag von Balemann, (* 1. September 1735 in Eutin; † 17. April 1815 in Wetzlar) war ein Reichskammergerichtsassessor.

## Leben und Wirken
Georg Gottlob Balemann war ein Sohn des Theologen Hinrich Balemann und dessen Ehefrau Ottilia Elisabeth, geborene Woldenberg. Er hatte fünf Schwestern und sieben Brüder, darunter den Pastoren Adolph Friedrich Balemann.
Balemann besuchte vermutlich die Eutiner Gelehrtenschule und schrieb sich 1755 an der juristischen Fakultät der Universität Göttingen ein. Zu seinen Lehrern gehörten Georg Christian Gebauer, Schmaus, Eyerer, Georg Ludwig Böhmer und insbesondere Johann Stephan Pütter. Beeinflusst von Pütter, zu dem er lebenslang in einem Kontakt stand, beschäftigte sich Balemann insbesondere mit deutschem Privatrecht und deutscher Rechtsgeschichte. Höchstwahrscheinlich Pütter war es auch, der seinem Schüler 1760 zu einer Stelle als Hilfsadvokat und Sollizitant am Reichskammergericht in Wetzlar verhalf.
Balemann sprach nicht selbst vor Gericht. Stattdessen sollte er Kontakte zwischen den zugelassenen Advokaten und Parteien herstellen. 1767 begann am Reichskammergericht eine Visitation, die Balemanns Laufbahn entscheidend beeinflusste. Er arbeitete als Sekretär für die sachsen-gothaische Subdelegation und wurde 1774 anhalt-bernburgischer Subdelegat. In dieser Position schrieb er von 1774 bis 1780 mehrere Werke, die als bedeutendste Quelle zu diesen Vorgängen gelten. Seine Schriften zeigen, dass er die fachkundigste Person zu rechtlichen und historischen Fragestellungen war, die einen Zusammenhang mit der Visitation hatten.
Aufgrund seiner Reputation strebte Balemann am Reichskammergericht den Posten eines Richters an. 1778 stellte er sich bei den evangelischen Ständen des Ober- und Niedersächsischen Kreises vor und lieferte eine Probearbeit ab. 1780 bekam er die letzte Stelle eines Assessors und arbeitete in dieser Position bis zur Auflösung des Gerichts im Jahr 1806.

## Familie
Balemann war seit der Eheschließung am 3. Januar 1771 in Wetzlar verheiratet mit Friederica Magdalena Waltz. Das Ehepaar hatte einen Sohn namens Johann Christian Albert (* 15. März 1775 in Wetzlar). Dieser arbeitete bis 1814 als Hofgerichtsrat am Nassauischen Hofgericht in Wiesbaden.